# Murów (stacja kolejowa)
Murów – zlikwidowana stacja kolejowa w miejscowości Murów, w województwie opolskim, w powiecie opolskim, w gminie Murów, w Polsce.